# Millie Corretjer
Milagros Ninette Corretjer Maldonado: 18 de abril de 1974), más conocida como Millie, es una cantante puertorriqueña-mexicana de pop latino, country pop, música clásica contemporánea y baladas románticas. Nacida en Aibonito Puerto Rico y que también posee nacionalidad mexicana.

## Biografía
Es nieta del poeta Juan Antonio Corretjer. Sus padres son el ingeniero Jesús Corretjer y la secretaria Milagros Maldonado, actualmente divorciados. Tiene tres hermanos: Jesús, Arturo y Tamar. Realizó algunos estudios universitarios de comunicación pública, los cuales no terminó debido a su incursión a la música.

## Vida personal
Contrajo matrimonio religioso y civil a los 19 años y a los pocos meses se divorció de Miguel Olmeda por lo que sufrió una depresión que le llevó a componer el tema "Sin ti" del álbum Amar es un juego. El 5 de octubre de 2001 contrajo matrimonio civil con el boxeador mexicano-estadounidense Óscar de la Hoya con el que tiene tres hijos: Óscar Gabriel nacido el 29 de diciembre de 2005 en San Juan, Puerto Rico, Nina Lauren Ninette nacida el 29 del diciembre de 2007 en Las Vegas, Nevada y Victoria Ninette nacida el 14 de enero de 2014 en Estados Unidos. Desde el año 2004 al 2018 se mantuvo alejada de la música, dedicada a la crianza de sus hijos y a la recuperación de su esposo Óscar de la Hoya del consumo de sustancias prohibidas, alcoholismo y problemas de infidelidad. Residió junto a De La Hoya e hijos en Pasadena, California, Estados Unidos. La pareja se separó en 2018.

## Carrera
Inició su carrera a los 15 años como animadora del programa infantil La Ola Nueva. A los 21 años, en 1995 viajó a México donde posteriormente se nacionalizaría mexicana y lanzó su álbum debut de estudio titulado Sola del que se desprenden éxitos como "Sola", "Estaremos juntos" (dueto con el cantautor salvadoreño Álvaro Torres) y "Con los brazos abiertos", en 1997 su disco Emociones con temas como "Emociones", "Ámame" y "Me equivoqué" y en 1999 Amar es un juego con el que logró disco de oro y del que destacan éxitos de los temas "Una voz en el alma" y "De hoy en adelante". Con las 3 producciones discográficas bajo el sello de EMI Latin, realizó giras en la república mexicana e internacionales en Estados Unidos, Argentina, Chile, entre otros. En 2003, ya asentada en Estados Unidos después de contraer matrimonio, volvió a la música después de 3 años de ausencia, con el disco Millie con la firma discográfica BMG U.S. Latin, del que se desprenden temas como "En cuerpo y alma" y "Suéltalo". 
Tras la ruptura con Óscar de la Hoya en octubre de 2018 Corretjer hizo público a través de sus redes sociales su regreso a la música presentando un fragmento de su nuevo tema "Parece". El 21 de junio de 2019 lanzó oficialmente su primer sencillo titulado "Mejor" en el que la artista relata su situación sentimental actual. 
El 5 de marzo de 2020 lanza oficialmente su nuevo álbum discográfico titulado 5 (Cinco) del que destacan los sencillos Tal para cual, Si yo fuera tú, y El mismo amor.
El 15 de noviembre de 2021 lanza el sencillo Los Amigos que interpreta a dueto con Manolo Ramos.
El 10 de marzo de 2022 lanza un nuevo sencillo titulado Mariposas de plata y de marfil.

## Discografía
- Sola (1995) (EMI México)
- Emociones (1997) (EMI México)
- Amar es un juego (1999) (EMI México)
- Millie (2003)
- 5 (2020)